# Phrynus whitei
El tendarapo o araña látigo (Phrynus whitei) es un arácnido perteneciente a la familia Phrynidae del orden Amblypygi. Esta especie fue descrita por Gervais en 1842. El nombre del género Phrynus proviene de la palabra en latín Phryne que significa “sapo”. El nombre específico whitei es patronímico sin embargo en la descripción original no se menciona en honor a quién.

## Descripción
Es una especie de tamaño mediano a moderadamente grande de 15-29 mm de longitud, de color castaño rojizo por lo general con una mancha perla en el borde interno de cada triada ocular; segmento basal del quelícero con un diente en el extremo; trocánter del pedipalpo con cuatro espinas anteroventrales, sin espina anterior media; tarso inerme. Se distingue de todos sus congéneres mexicanos por el poco desarrollo de la espina Pd-2, que es casi tan larga como Pd-6; además muchos especímenes presentan un distintivo par de manchas perladas a las dos tríadas de ocelos.

## Distribución
Esta especie se distribuye en Guatemala, Honduras, El Salvador, Nicaragua, Costa Rica. En México se encuentra en los estados de Jalisco, Veracruz y Chiapas.

## Hábitat
Se les puede encontrar asociados a cuevas, debajo de piedras, dentro de troncos.

## Estado de conservación
Esta especie de arácnido no se encuentra dentro de ninguna categoría de riesgo en las normas nacionales o internacionales.